# NGC 6652
NGC 6652 est un amas globulaire situé dans la constellation du Sagittaire à environ 32 600 a.l. (10,0 kpc) du Soleil et à 8 800 a.l. (2,7 kpc) du centre de la Voie lactée. Il a été découvert par l'astronome écossais James Dunlop en 1826.

## Observation

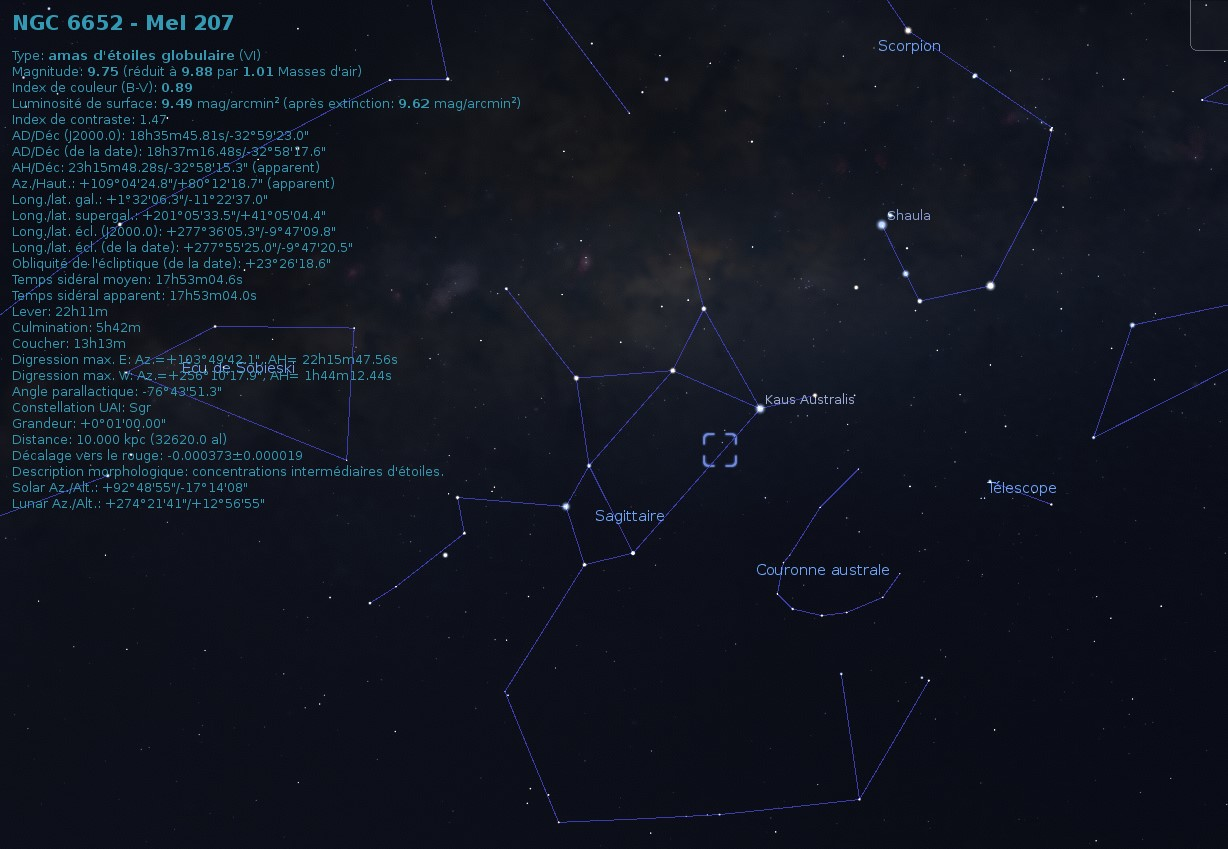
Localisation de NGC 6652 dans la constellation du Sagittaire.

NGC 6652 est dans la constellation du Sagittaire. Avec une magnitude apparente égale à 8,62, il n'est pas visible à l'œil nu. Cependant, on peut l'observer avec des jumelles.

## Caractéristiques

### Classe
La classe de concentration Shapley-Sawyer de NGC 6652 est VI,, une concentration intermédiaire pauvre mais non clairsemée.

### Vitesse
Selon les mesures les plus récentes réalisées par le satellite Gaia, la vitesse radiale héliocentrique de cet amas est égale à −99,04 ± 0,51 km/s,. La valeur indiquée par Harris est semblable, soit −111,7 ± 5,8 km/s.

### Métallicité, masse et âge
Selon une étude publiée en 2011 par J. Boyles et ses collègues, la métallicité de l'amas globulaire NGC 6652 est égale à -0,81 et sa masse est égale à 109 000 {\displaystyle M_{\odot }}. Dans cette même étude, la distance de l'amas est aussi estimée à environ 10,0 kpc (∼32 600 al). L'étude publiée par Forbes et Bridges indique une métallicité de -0,70.
La base de données Simbad indique deux valeurs de la métallicité : -0,50 et -1,10, alors que l'étude publiée par Forbes est ses collègues indique une valeur de -0,97. Une métallicité comprise entre -0,50 et -1,10 signifie que la concentration en fer de NGC 6652 est comprise entre 10-1,10 (7,9%)  et 10-0,50 (32)% de celle du Soleil.
Après le Big Bang, l'Univers étant surtout composé d'hydrogène et d'hélium, la métallicité était pratiquement nulle. L'univers s'est progressivement enrichi en métaux (éléments plus lourds que l'hélium) grâce à la synthèse de ceux-ci dans le cœur des étoiles. La métallicité des amas du halo de la Voie lactée varie d'un centième à un dixième de la métallicité solaire, ce qui signifie que ces amas se décomposent en deux sous-groupes, les relativement jeunes et les vieux. Selon sa métallicité, NGC 6652 serait donc un amas assez âgé et riche en métaux. Son âge est estimée à 12,93 milliards d'années par Forbes.

## Les étoiles de NGC 6652

### Les pulsars
En date de novembre 2022, on avait découvert 267 pulsars dans 36 amas globulaires de la Voie lactée. De ce nombre, deux pulsars binaires millisecondes sont situés dans NGC 6652.
Le premier pulsar de cet amas globulaire a été découvert grâce au radiotélescope de l'observatoire de Green Bank. Il s'agit de PSR J1835-3259A. Sa période est de 3,9 ms. Il est sur une orbite elliptique d'excentricité égale à 0,95 et dont la période est de 9,25 jours. Si on suppose une masse de 1,4 {\displaystyle M_{\odot }} pour le pulsar, la masse de son compagnon serait de 0,74 {\displaystyle M_{\odot }.}
Le deuxième est PSR J1835−3259B, un pulsar milliseconde dont la période est de 1,83 ms. Il est en orbite quasi circulaire autour d'un compagnon de masse estimée à environ 0,2 {\displaystyle M_{\odot }}, probablement une naine blanche. Ce pulsar est probablement source du rayonnement gamma de NGC 6652.
Finalement, on a découvert un troisième candidat dans cet amas en se basant sur des observations simultanées de l'observatoire de rayons X Chandra et des données en onde radio du Karl G. Jansky Very Large Array (VLA). On lui a donnée le nom (provisoire ?) de NGC 6652B. C'est possiblement un pulsar milliseconde transitionnel (tMSP, de l'anglais trasitional MilliSecond Pulsar), c'est-à-dire un pulsar qui bascule entre un état alimenté par rotation et un état alimenté par accrétion. D'autres hypothèses doivent aussi être considérées pour expliquer le comportement de NGC 6625B, bien que moins probable que le tMSP. La confirmation qu'il s'agit bien d'un tMSP viendra d'une observation directe de son changement d'état.

### Source X
Des observations réalisées avec Chandra ont permis de détecter onze sources de rayons X dont six étaient déjà connues et donc cinq nouvelles. La source A est une binaire X à faible masse (LMXB, de l'anglais Low Mass X-ray Binary). La source B suggère la présence d'une étoile à neutrons dans un système LMXB, mais avec une variabilité inhabituel. Le spectre de la source C suggère qu'il s'agit d'une variable cataclysmique. Le spectre de la source D suggère la présence d'une étoile à neutrons, ce qui en ferait la troisième source LMXB de NGC 6652. Finalement, les sources E et F montrent des spectres situés relativement dans la zone de rayons X durs, suggérant la présence de plasma de haute énergie.

### Étoiles variables
Le catalogue des étoiles varaibles publié en 2001 par Clément et ses collègues et mise à jour en 2015 contient une liste de 14 étoiles variables pour l'amas globulaire NGC 6652. Depuis, une recherche d'autres étoiles variables a été réalisée en utilisant les archives des spectres réalisés à l'Observatoire Gemini. Neuf nouvelles étoiles variables ont été découvertes dans le champ de vision de NGC 6652, six sont des binaires à éclipses, une est de type SX Phoenicis et les deux autres n'ont pu être classifiées. Les données concernant leur mouvement propre obtenues du satellite Gaia et du télescope spatial Hubble permettent d'affirmer que trois d'entre elles sont membres de l'amas. De plus, parmi les variables déjà identifiées dans cette région, les données de Gaia ont confirmé la présence d'une étoile de type RR Lyrae dans l'amas.